# Joan Tewkesbury
Joan Tewkesbury (nascut el 8 d'abril de 1936) és una directora, escriptora, productora, coreògrafa i actriu estatunidenca de cinema i televisió. Va tenir una llarga relació amb el famós director Robert Altman, escrivint els guions de Lladres com nosaltres (1974) i Nashville (1975), àmpliament considerada com "l'obra mestra d'Altman", i que li va valdre una nominació al BAFTA al millor guió.

## Primers anys
Tewkesbury va néixer a Redlands (Califòrnia), filla de Frances M. (née Stevenson), una infermera registrada, i de Walter S. Tewkesbury, un reparador de màquines d'oficina. Ella va començar la seva carrera als deu anys com a ballarina a The Unfinished Dance amb Margaret O'Brien i Cyd Charisse. Un dels seus primers papers d'actuació televisiva va ser en una aparició com a convidada al drama de curta durada de la NBC It's a Man's World.

## Carrera
Tewkesbury va col·laborar amb Altman en diverses de les seves pel·lícules, com ara McCabe i la senyora Miller (1971, com a supervisor de guió) i Lladres com nosaltres (1974, el seu primer crèdit com a escriptora de llargmetratges). Després va escriure Nashville, que havia proposat a Altman abans del rodatge de McCabe & Mrs. Miller; es va interessar per l'escenari i va enviar Tewkesbury a Nashville a la tardor de 1973 per observar la zona i la seva ciutadania. El diari de Tewkesbury del seu viatge va servir de base per al guió, amb moltes observacions que van arribar a la pel·lícula acabada, com ara l'amuntegament de la carretera. Tewkesbury va escriure i dirigir nombroses hores de televisió episòdica pels canals Disney, HBO, CBS, TNT, i NBC. També va dirigir off-Broadway, co-coreografiat i dirigit per a l'Oregon Ballet Theatre i ha interpretat, escrit i dirigit per a l'Edinburgh Festival Fringe. La seva obra, The Retrospective, es va presentar al Manhattan Theatre Source.
El 2011, Tewkesbury va publicar la seva primera novel·la, Ebba and the Green Dresses of Olivia Gomez in a Time of Conflict and War.
També ha impartit classes de guió a la University of Southern California, amb el seu taller "Designed Obstacles, Spontaneous Response" viatjant pels Estats Units, Israel i Japó. Des de 2003, Tewkesbury viu a Tesuque, Nou Mèxic.

## Filmografia com a directora
- Old Boyfriends (1979)
- The Tenth Month (1979) (TV)
- The Acorn People (1981) (TV)
- Cold Sassy Tree (1989) (TV)
- Scattering Dad (1998) (TV)

### Sèries
- Elysian Fields (1989) (TV)
- Strangers (1992) (TV)
- Felicity (sèrie de televisió)
- The Guardian (2001) (sèrie de televisió)